# الرجاة (بني سعد)

تعديل مصدري - تعديل

الرجاة هي إحدى قرى عزلة بني على بمديرية بني سعد التابعة لمحافظة المحويت، بلغ تعداد سكانها 78 نسمة حسب تعداد اليمن لعام 2004م.